# 哈蒂洛瓦胡塔
51°18′28″N 30°41′30″E / 51.30778°N 30.69167°E
哈蒂洛瓦胡塔（烏克蘭語：Хатилова Гута），是烏克蘭北部切爾尼希夫州切爾尼希夫區洪恰里夫斯凯市镇的村落。始建於1859年，面積0.42平方公里，海拔高度116米，2001年人口86，人口密度每平方公里207.2人。